# Kazimierz Łastawski
Kazimierz Łastawski (ur. 1 lutego 1942) – nauczyciel akademicki, historyk i politolog, profesor nauk humanistycznych, płk WP w stanie spoczynku. Specjalizuje się w problematyce polskiej racji stanu oraz historii Unii Europejskiej.

## Wykształcenie i działalność
Absolwent Liceum Bibliotekarskiego w Krakowie (1960), Oficerskiej Szkoły Wojsk Zmechanizowanych we Wrocławiu (1963) i Wydziału Historyczno-Politycznego Wojskowej Akademii Politycznej w Warszawie (1971). W 1971 roku rozpoczął pracę naukową. W 1976 roku obronił doktorat na temat: „Koncepcje polityki zagranicznej Wielkiej Brytanii w latach 1945-1956”. W 1984 roku uzyskał stopień doktora habilitowanego na Wydziale Dziennikarstwa i Nauk Politycznych Uniwersytetu Warszawskiego za monografię: „Socjaldemokracja wobec bezpieczeństwa Europy po II wojnie światowej”. W 2004 roku otrzymał tytuł naukowy profesora nauk humanistycznych.
Pracownik naukowy trzech akademii wojskowych (WAP, WAT, AON), Uniwersytetu Mikołaja Kopernika w Toruniu i kilku uczelni niepublicznych. W latach 1990–1997 był dyrektorem Centralnej Biblioteki Wojskowej. Opublikował 9 monografii, 32 rozdziały w pracach zbiorowych i kilkadziesiąt artykułów naukowych oraz ponad 100 artykułów publicystycznych. Był promotorem prac doktorskich, magisterskich i licencjackich.

## Najważniejsze publikacje
- Historia polityki zagranicznej Wielkiej Brytanii w latach 1945-1956. PWN, Warszawa 1979
- Socjaldemokracja wobec bezpieczeństwa Europy po II wojnie światowej. PWN, Warszawa 1986
- Racja stanu Rzeczypospolitej Polskiej. Wydawnictwo WSP TWP, Warszawa 2000
- Od idei do integracji europejskiej. Wydawnictwo WSP TWP, Warszawa 2003
- Polskość w Europie. Polska tożsamość narodowa w integrującej się Europie. Wydawnictwo Bellona, Warszawa 2004
- Historia integracji europejskiej. Wydawnictwo Adam Marszałek, Toruń 2006[3]
- Polska racja stanu po wstąpieniu do Unii Europejskiej. Wydawnictwo Akademickie i Profesjonalne, Warszawa 2009

## Odznaczenia i nagrody
- Srebrny Krzyż Zasługi (1974)
- Złoty Krzyż Zasługi (1981)
- Krzyż Kawalerski Orderu Odrodzenia Polski (1988)
- Krzyż Oficerski Orderu Odrodzenia Polski (1996)[4]
- Brązowe Pióro Żołnierza Wolności w dziedzinie popularyzacji ideologii marksistowsko-leninowskiej (1976)[5]